# Jacques Baril (sculpteur)
Jacques Baril ,est né à Val-d'Or en 1953. Il se définit comme un artiste autodidacte. Il demeure à Gallichan en Abitibi-Témiscamingue. Il poursuit depuis plus d'une trentaine d'années une carrière artistique qui l’a mené partout dans le monde : il a créé une impressionnante quantité d'œuvres et a participé à de nombreuses expositions, événements et symposiums, au Canada, en Asie et en Europe.

## Biographie
Jacques Baril poursuit depuis une trentaine d'années une carrière artistique qui l’a mené partout dans le monde. Sculpteur autodidacte, il a participé à de multiples expositions et symposiums au Canada et à l’étranger (Japon, Suisse, Italie, etc.). Il s’est mérité un nombre significatif de bourses et de récompenses pour son travail : une trentaine de prix en sculpture sur neige, cinq prix Prima Hydro-Québec, un prix du Conseil des arts et des lettres du Québec en Abitibi-Témiscamingue, plusieurs bourses de création, etc. Il a aussi été membre de jurys au niveau régional, national et international et il a réalisé des projets d’intégration des arts à l’architecture. Depuis plus d'une quinzaine d’années, l’artiste propose des ateliers de sculpture sur neige en milieu scolaire, de même que lors de diverses fêtes hivernales auprès du grand public. Au cours des ans, il a eu l’occasion de donner plus de 1 700 ateliers, dans les écoles et de partager sa passion pour la création dans l’éphémère (sculptures sur neige) avec plus de 40 000 élèves, partout au Québec,.

## Démarche artistique
"Je suis le chasseur devenu brise légère soulevant chaque feuille. Je suis le chassé en terre brune et verte, avalant les pas du chasseur. Dans ce paradoxe guerrier, l'histoire n'existe que par la symbiose des protagonistes. Chacune des chasses me change d'histoire, la reconnaître et la nommer, c'est mon travail d'artiste. C'est donc l'histoire des paradoxes qui jalonnent ma vie que racontent mes œuvres. Devenant ainsi prédateur de mon œuvre, j'en consomme l'essence pour en acquérir les vertus de ce que je n'ai pas contrôlé." Jacques Baril. 

## Œuvres

### Intégration des arts à l’architecture
Oeuvres réalisées dans le cadre de la Politique d'intégration des arts du MCCQ.
- 2019, Sculpture L'Orignal cornu, Centre communautaire, Saint-Janvier de Chazel, Abitibi-Témiscamingue[11].
- 2015, Sculpture Le voyage imaginaire, Bibliothèque municipale Desjardins, Macamic, Abitibi-Témiscamingue[12].
- 2014, Sculpture La joute de l'éphémère sur l'un des murs extérieurs de l'aréna Dave Keon, à Rouyn-Noranda, Abitibi-Témiscamingue[13],[14],[15],[16].
- 2011, Sculpture, Est-ce que j'ai rêvé d'être ce que je suis ?, Centre multi-sports de la Corne, La Corne, Abitibi-Témiscamingue[17],[18].
- 2012, Proposition non retenue, La Régénératrice, La Cité de l'Or, Val-d'Or, Abitibi-Témiscamingue.
- 2010, Proposition non retenue, Le Jeu des Hommes, Saint-André-Avellin, Outaouais.
- 2009, Sculpture, Artisans de son bonheur, Sûreté du Québec, Poste de la MRC d'Abitibi-Ouest, La Sarre, Abitibi-Témiscamingue[19].
- 2008, Proposition non retenue, Le voyageur et son ombre, Centre hospitalier de Malartic, Abitibi-Témiscamingue.
- 2006, Sculpture, Scruter le paysage, Sûreté du Québec- Poste de la MRC d'Abitibi, Amos, Abitibi-Témiscamingue.
- 2003, Sculpture, J'ai le compas dans l'oeil, Centre hospitalier La Sarre, Abitibi-Témiscamingue.
- 2003, Sculpture, Les cités du lac, Centre de formation professionnelle du Lac-Abitibi, La Sarre, Abitibi-Témiscamingue.
- 2002, Sculpture, Une place au soleil, Centre de formation professionnelle, Val-d'Or, Abitibi-Témiscamingue.
- 2001, Sculpture, Sur les traces, Sûreté du Québec, Poste de Lebel-sur-Quévillon, Lebel-sur-Quévillon, Nord-du-Québec, Jamésie.
- 1999, Sculpture, Le premier geste, Salle Augustin-Chénier-Le Rift, Ville-Marie, Abitibi-Témiscamingue.
- 1999, Proposition non retenue, Le Capteur d'Attention, CLSC, Amos, Abitibi-Témiscamingue.
- 1997, Sculpture Les plumes aux thermes, Dispensaire de la garde, La Corne, Abitibi-Témiscamingue.
- 1995, Sculpture La fibre sensible, Centre de formation professionnelle Harricana, Amos, Abitibi-Témiscamingue.
- 1994, Sculpture, École du maillon Pavillon Duparquet, Duparquet, Abitibi-Témiscamingue.

### Sculptures, événements, expositions
- 2021, Création et réalisation du trophée le Rayon, Val-d'Or.
- 2020, Ce n'est pas la fin, sculpture monumentale, Malartic, Abitibi-Témiscamingue.
- 2020, Que mon rêve l'emporte!, Recycl'Art, Gatineau, Gracefield, l'Ange-Gardien, Outaouais[20].
- 2020, La grande traversée, sculpture monumentale, Île Nepawa, Abitibi-Témiscamingue[21].
- 2020, L'âme est dans ces œuvres, projet Art public, Ville-Marie[22].
- 2019, Le guépard rose, sculpture permanente, Festival de musique émergente (FME), Rouyn-Noranda.
- 2018, Les fleurs de fer, sculpture et affiche, Centre de femmes l'Érige, La Sarre, Abitibi-Témiscamingue.
- 2018, La fontaine joyeuse de Berry, municipalité de Berry, Abitibi-Témiscamingue[23],[24].
- 2018, Sculpture monumentale à l'entrée du site (lettres FME), Festival de musique émergente (FME), Rouyn-Noranda.
- 2017, Beautiful Minds, Golden Valley, avec des femmes autochtones, Val-d'Or.
- 2017, J'ai la tête à l'envers, sculpture et murale, Carré Albert-Dumais, Val-d'Or[25].
- 2017, Force et courage, sculpture à l'occasion du 100e de ville de La Sarre[26],[27].
- 2017, L'Arbre à oiseaux, sculpture, à l'occasion du 100e de la municipalité de La Reine, Abitibi-Témiscamingue.
- 2017, La fontaine de Saint-Maurice, avec Caroline Harbour et Benoit Croteau à l'occasion du 100e anniversaire de Saint-Maurice-de-Dalquier, Abitibi-Témiscamingue[28].
- 2017, Les missionnaires, Le Rift, Ville-Marie[29].
- 2017, Les Tipis, installation, Festival de musique émergente (FME), Rouyn-Noranda[30].
- 2017, Sculpture à l'entrée de la municipalité de Rémigny en Abitibi-Témiscamingue.
- 2017, Projet collectif d’artistes (trois autochtones et deux allochtones), sous le commissariat de Sonia Robertson (innue, Mashteuiatsh), a réalisé la partie Land Art du projet Aki Odehi | Cicatrices de la Terre-Mère, Centre d'exposition de Val-d'Or[31],[32],[33].
- 2017, Participation au projet Kakina, Opémican, Abitibi-Témiscamingue[34].
- 2017, Les marcheurs d'eau, peinture sur un canot rabaska, Gallichan, Abitibi-Témiscamingue.
- 2016, La tour du savoir, Gallichan, Abitibi-Témiscamingue[35].
- 2016, Je suis de belle nature, sculpture murale, projet privé, pharmacie Proxim, Rouyn-Noranda[36].

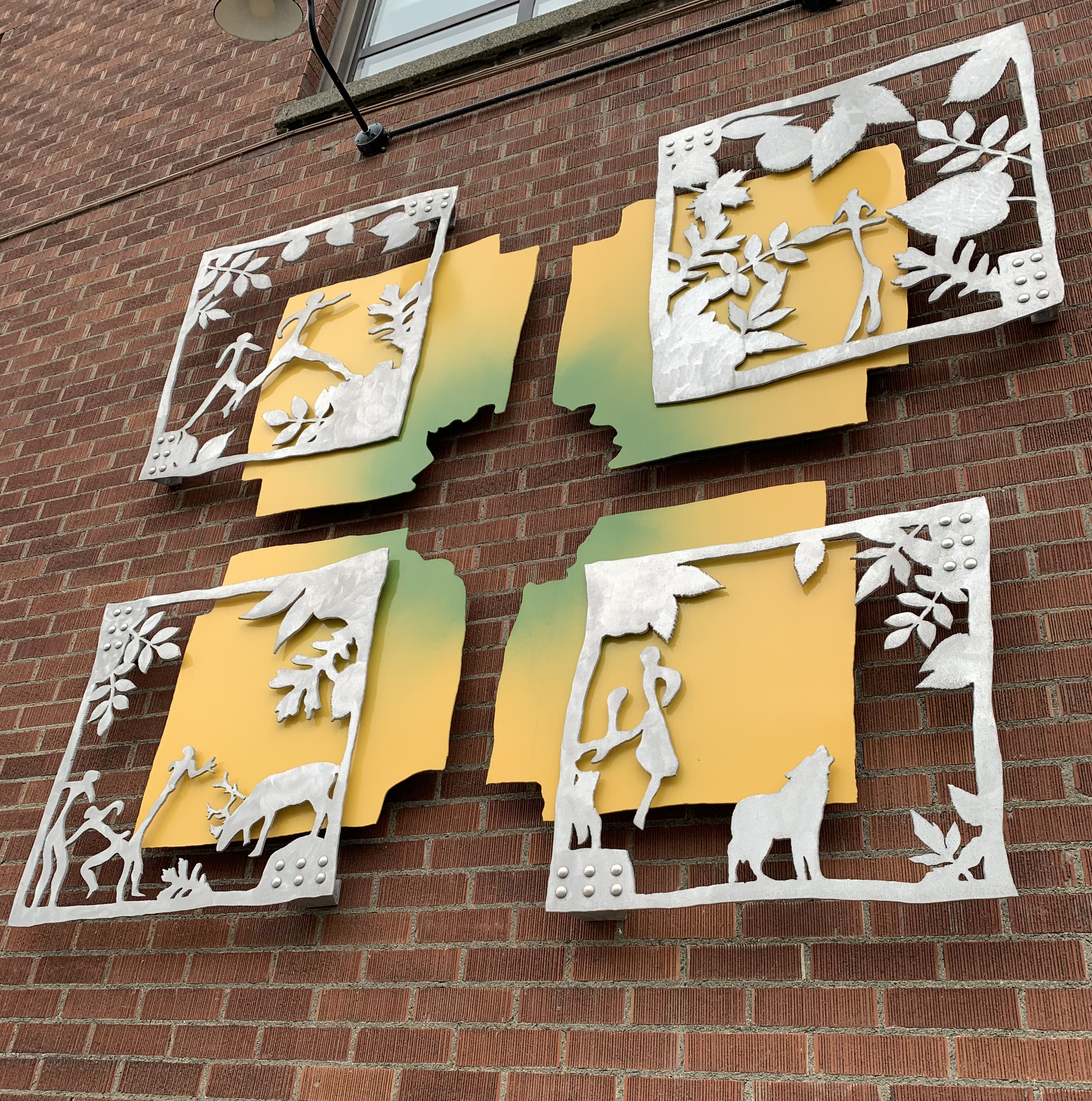
Je suis de belle nature, sculpture murale, projet privé, pharmacie Proxim, Rouyn-Noranda

- 2016, Sculpture, Projet privé, Cet Création, Val-d'Or.
- 2016, Je suis ici et là, Recycl'Art, Thème Inspiration Dallaire, Centre d'Art contemporain de l'Outaouais, Gatineau[37],[38].
- 2016, La bête, sculpture, La Fête éclectique envahissante (FEEAT), Amos.
- 2015, Capteur d'attention, Symposium Marcheurs d'Étoiles, Lac Mégantic[39].
- 2015, The first contact, sculpture installation avec Karl Chevrier, MA, Musée d'Art, Rouyn-Noranda[40].
- 2015, Est-ce que j'aurais pu voler ?, Recycl'Art, Gatineau[41].
- 2013, Du boulot à faire pleurer, sculpture, pour l'événement, Il était 40 fois, Comité des expositions, Rouyn-Noranda.
- 2012, Le Gramophone, installation, avec Karine Berthiaume et Pat Merino, Festival de musique émergente (FME), Rouyn-Noranda[42].
- 2012, Le mariage des extrêmes, Liliane Gagnon et Jacques Baril exposeront ensemble leurs œuvres au Centre d’art Rotary de La Sarre[43].
- 2011, The best thing that happened to me, sculpture, peinture, Kiwetin School, Timiskaming First Nation, Abitibi-Témiscamingue.
- 2011, Table d'art et jeu d'Histoire, sculpture avec Khrystel Jubinville-Gagnon, La Sarre, Abitibi-Témiscamingue[44].
- 2011, Le grand déménagement, sculpture, Malartic, Abitibi-Témiscamingue[45],[46].
- 2010, Les légendes du lac, 5 sculptures extérieures impliquant les municipalités liées au lac Abitibi et au lac Duparquet : Gallichan, Rapide-Danseur, Roquemaure, Palmarolle et Clerval en Abitibi-Témiscamingue[47].
- 2010, Participation performative au spectacle d'ouverture AT@MTL, Maison de la Culture Maisonneuve, Montréal.
- 2009, Projet La Mince ligne jaune, les Cinq plaisirs capiteux (le Désordre)[48].
- 2009, Projet Le Grand marcheur, L'Écart, lieu d'art actuel, Rouyn-Noranda.
- 2009, Sculpture L'Évasion, Recyl'Art, Montpellier, Outaouais.
- 2009, Ce qu'il en reste, Centre d'exposition d'Amos[49].
- 2009, Journée de la Culture, La Mère de tous les maringouins, Gallichan, Abitibi-Témiscamingue[50].
- 2008, Exposition, Le Poseur de Colonnes, L'Écart, Lieu d'Art Actuel, Rouyn-Noranda.
- 2008, La Forêt repansée, œuvre monumentale, La Sarre, Abitibi-Témiscamingue.
- 2007, Est-ce que j’ai rêvé, sculptures urbaines, Rouyn-Noranda.
- 2007, Conférence sur son travail d'artiste, Centre d’art de ville La Salle, Montréal.
- 2007, Exposition Loto Québec, Val-d’Or.
- 2006, Découvertes de l'été 2006, dépliant pour l'Intégration des Arts à L'Architecture et à l'Environnement du Québec[51].
- 2006, Sculpture monumentale, L'Artiste récupère… il se repose, La Sarre[52].
- 2006, Comme des poissons venus prendre une bouffée d'air, dérive artistique et littéraire sur quais flottants sur la rivière Duparquet pendant 30 jours[53].
- 2006, Performance et sculpture, Refaire sa carrière en 30 jours, Symposium en art contemporain de Baie St-Paul sous le thème "Identités et Remplacements". Commissaire: Guy Sioui Durand.
- 2005, Sculpture, Le voyage de Jérôme sur un Grand Bi, Symposium Trafic inter/national d'art actuel en Abitibi-Témiscamingue, L'Écart, lieu d'art actuel, Rouyn-Noranda, Commissaires: Mathieu Beauséjour, Nathalie de Blois[54].
- 2005, La Veine, vasque/sculpture/fontaine, Finale de Jeux du Québec, Amos[55].
- 2005, Sculpture, Figure de proue sur un catamaran.
- 2005, Donne des cours de soudure adapté aux Arts visuels, Centre Polymétier, Rouyn-Noranda.
- 2004, Performance, Le Café des Rumeurs sur les Plaines d’Abraham, Québec.
- 2004, Performance, Les Hydrateurs, L'Écart, lieu d'art actuel, Rouyn-Noranda.
- 2004, Participation, Comité de réflexion sur le paysage abitibien, parrainé par le Conseil régional de développement de l'Abitibi-Témiscamingue (CRDAT).
- 2004, Conception et réalisation des Parcs ruraux de la municipalité de Rapide-Danseur, Abitibi-Témiscamingue.
- 2002, Sculpture pour le 10e anniversaire de L'Écart, lieu d'art actuel, Rouyn-Noranda.
- 2002, Projet bornes signalétiques en Abitibi-Ouest.
- 2001, Installations, Projet 555, Œuvres servies sur fenêtre, 5 lieux avec 5 artistes de la région, Abitibi-Témiscamingue[56].
- 2000, Résidence d'artiste, Extensions intimes, Commissaire: Annie Molin-Vasseur, Rouyn-Noranda, Moncton, Sudbury[57].
- 2000, Résidence d’artiste, Autour de la légèreté, Chicoutimi, Saguenay.
- 2000, Artiste invité pour le forum « Vivre de son art », Abitibi-Témiscamingue.
- 1999, Participation au 2e Symposium de Sculpture Internationale du Rigi Kulm, Suisse.
- 1999, Intervention artistique dans le cadre d’une œuvre théâtrale en plein air en hiver, Le secret le mieux gardé, Théâtre Ondinnok, Hochelaga-Maisonneuve.
- 1998, Participation à deux concours internationaux de sculpture à San Vigilio et San Candido, Italie.
- 1998, Sculpture monumentale, Biennale Internationale d’Art Miniature de Ville-Marie (BIAM), Abitibi-Témiscamingue.
- 1998, Sculpture monumentale, Journées de la Culture, Gallichan, Abitibi-Témiscamingue.
- 1998, Création de 8 personnages pour un jeu de rôle, Destination'Or, Destor, Abitibi-Témiscamingue[58].
- 1997, Participation 3e Symposium en Arts visuels de l'Abitibi-Témiscamingue, Amos, Abitibi-Témiscamingue[59].
- 1995, Sculpture monumentale pour le “Sentier du Courage”, Palmarolle, Abitibi-Témiscamingue.
- 1994, Participation, 2e Symposium en Arts visuels de l'Abitibi-Témiscamingue, Val-d'Or[60].

### Sculptures sur neige
Origine de la tradition des sculptures sur neige,.
- 2021, Les Lanternes du lac, avec Tanya Bélanger, installation monumentale, Rouyn-Noranda[63].
- 2021, J'ai un projet pour ma terre, avec Tanya Bélanger, installation monumentale, Rouyn-Noranda.
- 2020, Les gardiens des Éléments, installation monumentale, Rouyn-Noranda.
- 2019, Concours de sculptures inuit Kayak, Puvirnituq, Nunavik[64].
- 2019, La fois où j'y étais, installation monumentale, Rouyn-Noranda.
- 2018, Ici la terre, sculpture monumentale, Rouyn-Noranda[65].
- 2017, L'Éclipse polaire, sculpture avec Sébastien Ouellette, Rouyn-Noranda[66].
- 2016, Lorsque j’étais lumière, sculpture avec Sébastien Ouellette, Fête d'hiver à Rouyn-Noranda[67],[68].
- 2015, La bête noire, en collaboration avec Khrystel Jubinville-Gagnon, et Tanya Bélanger, Concours international de sculpture sur neige de Québec[69],[70],[71],[72].
- 2014, Le Mythe, en collaboration avec Khrystel Jubinville-Gagnon, et Tanya Bélanger, Concours international de sculpture sur neige de Québec.
- 2013-2014, La Cathédrale Blanche, projet collectif avec Charles Duguay et la participation du public, Amos, Abitibi-Témiscamingue[73],[74].
- 2013, Le projet, en collaboration avec Annie Boulanger et Khrystel Jubinville-Gagnon, Concours international de sculpture sur neige de Québec[75].
- 2012, C'était une belle échappée, en collaboration avec Annie Perron et Khrystel Jubinville-Gagnon, Concours international de sculpture sur neige de Québec.
- 2012, L'Éclaircie, en collaboration avec Annie Boulanger et Véronique Doucet, International sculpture Challenge Whitehorse, Yukon.
- 2011, Air de bœuf, en collaboration avec Annie Boulanger et Stéphanie Rouillard, Concours provincial de sculpture sur neige de Québec.
- 2011, Les retailles du lac, avec Josiane Saucier, Concours de sculpture sur glace de Joliette.
- 2011, La grande évasion III, avec Liliane Gagnon, Annie Boulanger, Véronique Doucet, Symposium international de sculptures sur neige, Winnipeg.
- 2010, La Grande Évasion II, L'Homme et la Matière, Rouyn-Noranda.
- 2010, La Grande Évasion (trois sculptures installations), Maison de la Culture Rivière-des-Prairies dans le cadre d'Excès et Désinvolture, projet AT@MTL, Montréal.
- 2010, Le Voyageur et son Ombre, Un pays sans terre, International de sculpture sur neige de Québec (inter et provincial) Collaborateurs: Gaëtan Paquette, Jérôme Dupuis, Stéphanie Rouillard, Ysabelle Villemure[76].
- 2008, Participation à l'International de Sculpture sur neige de Québec (volet provincial).
- 2007, Performance, Le poseur de colonnes, artiste en résidence, Place de la citoyenneté à Rouyn-Noranda[77].
- 2007, IP4200 un projet emballant, International de sculpture sur neige de Québec (inter et provincial), collaborations:  Annie Boulanger et Annie Perron.
- 2006, La Bourrasque au Corbeau, International Sculpture Challenge Whitehorse, Yukon, collaborations: Donald Trépanier et François Grenier.
- 2006, L'Arche, il y a un malaise chez les Mélèzes, International de Sculpture sur neige de Québec (volet provincial et national), collaborations: Donald Trépanier, François Grenier.
- 2005, Participation à l'International de Sculpture sur neige de Québec (volet provincial).
- 2005, Sculpture, La Clôture à l'International Sculpture Challenge de Whitehorse, Yukon.
- 2004, 2003, 2002, 2001, Participation volets provincial et international de l'International de sculpture sur neige de Québec.
- 2001, Sculptures sur neige avec les Inuit à mine Raglan au Nunavik.
- 1998, Expérience environnementale en neige impliquant les badauds, Fête des neiges, Rouyn-Noranda.
- 1998, Représente le Québec au Concours national de sculpture sur neige de Québec.
- 1994, Participation, 1er Symposium de sculpture sur neige, Jonquière, Saguenay.
- 1994, Participation, table ronde sur l'art éphémère, Café Côté-court, Jonquière, Saguenay.
- 1994, Représente le Québec au Concours international de sculpture sur neige de Québec.
- 1993, Participation, Concours international de sculpture sur neige avec Luc Boyer et François Bordeleau, Sapporo, Japon

## Interventions en milieu scolaire
Jacques Baril fait partie du Répertoire culture-éducation qui est administré par du ministère de la Culture et des Communications et est actif dans le milieu scolaire par le biais du  programme La culture à l’école du ministère de l'Éducation et de l'Enseignement Supérieur .
- 2018, Sculptures avec les enfants inuits de Kuujuarapik et Akulivik au Nunavik.
- 2018, La mince ligne jaune, École d'Iberville, Rouyn-Noranda[79].
- 2017, Le poisson et le dragon, avec les élèves de l'École des Patriotes, Saint-Eustache.
- 2017, Sculptures avec les enfants inuits de Kangirsuk et Aupaluk au Nunavik.
- 2016, Sculptures avec les enfants inuits d'Inukjuak et d'Ivujivik au Nunavik.
- 2013, 2012, 2011, 2010, 2009, 2008, Tournée Les joues rouges, sculptures sur neige en milieu scolaire sur le territoire québécois et ontarien[80],[81].
- 2013, La meilleure chose qui me soit arrivée, Murale, École Katimavik-Hébert, Montréal.
- 2007, Réalisation de 750 sculptures avec 3000 jeunes en 31 jours, Montréal, Québec, Sherbrooke.
- 2004, Tournée "Rencontres Culture Éducation" programme du ministère des Affaires culturelles.
- 2003, Tournée "Rencontres Culture Éducation" programme du ministère des Affaires culturelles.
- 2001, Tournée Québécoise (20 écoles) «Programme Rencontre Culture-Éducation».

## Expositions solo
- 2019, Les Missionnaires, Centre d'exposition de Ville-Marie, Abitibi-Témiscamingue[82].
- 2015, Les Missionnaires, Centre d’exposition d’Amos, Abitibi-Témiscamingue[83].
- 2011-2012, Ce destin qui nous réjouit, Centre d'exposition de La Sarre, Abitibi-Témiscamingue.
- 2007-2008, Le Poseur de colonnes, Résidence et exposition, L'Écart lieu d’art actuel, Rouyn-Noranda.
- 2007, Le Tour du monde de Jacques Baril en 90 jours, exposition rétrospective, Centre d'exposition de Rouyn-Noranda[84].
- 2004, Les Hydrateurs, L'Écart, lieu d'art actuel, Rouyn-Noranda.
- 2001, L'Orange est dans de beaux draps, Centre d'exposition de La Sarre.
- 2000, L’Arbre qui s’est planté dans l’herbe trop tondue, Centre d’exposition d’Amos.
- 2000, Sculptures pour une histoire d’eau, Centre d’exposition de Val-d’Or.
- 2000, L’Art dit vague, (en duo avec Liliane Gagnon), Centre d’exposition d’Amos.
- 1995, Sculptures pour une histoire d’eau, L’Écart, lieu d'art actuel, Rouyn-Noranda.
- 1994, L’Art dit vague, (en duo avec Liliane Gagnon), Centre d'art Rotary de La Sarre.

## Expositions collectives
- 2019, Sculptures au Jardin, les Jardins Moore, Mascouche.
- 2018, Les légendes du lac, artiste invité, les Jardins Moore, Mascouche[85],[86].
- 2018, Aki Odehi , Cicatrices de la Terre-Mère, Centre d'exposition de Val-d'Or[87],[88],[89],[90].
- 2018, Je m'étire pour réfléchir, Recycl'Art, Gatineau[91].
- 2018, Duo pour 25 ans, avec Véronique Doucet, L'Écart, lieu d'Art actuel, Rouyn-Noranda[92],[93].
- 2017, La sculpture dans tous ses états, le MA (Musée d'art), Rouyn-Noranda.
- 2015, Dialogue 2, Centre d'exposition de Rouyn-Noranda[94].
- 2015, Centre d’art contemporain de l’Outaouais, Parc de la Brasserie, Gatineau.
- 2014, Repérage Abitibi-Témiscamingue - Collection Loto-Québec, Centre d'exposition de Val-d'Or[95],[96],[97].
- 2014, Triptyques, Galerie Montcalm, Gatineau.
- 2014, Sortie de Réserve, Centre d'exposition de Rouyn-Noranda[98].
- 2013, Vert et Création, Centre d'exposition de Val-d'Or.
- 2013, Il était 40 fois, Comité des expositions, Rouyn-Noranda.
- 2011, Recyl'Art, Montpellier, Outaouais[99].
- 2010, Excès et désinvolture, Maison de la Culture Rivière des Prairies/Maison Pierrre-Chartrand, Rivière-des-prairies-Pointe-aux-Trembles, Montréal.
- 2009, Renaissance, exposition, Conseil de la sculpture du Québec, Galerie Montcalm, Gatineau, Outaouais.
- 2009, Recycl’Art, Montpellier, Outaouais.
- 2009, Les cinq plaisirs capiteux, Galerie du Rift, Ville Marie.
- 2008, Recycl’Art 2009, Montpellier, Outaouais.
- 2008, La Sculpture dans tous les sens, Galerie Montcalm, Gatineau.
- 2008, Fragments, Exposition Loto Québec, Rouyn-Noranda.
- 2008, Bannières rétrospectives pour les expositions marquantes « L’Arbre qui s’est planté dans l’herbe trop tondue ? » au Centre d’exposition d’Amos.
- 2007, Sculpture et performance, Le Phare à ON, Cadavre exquis (projet collectif sur la mort), Rouyn-Noranda.
- 2006, Perspectives témiscabitibiennes, Centre d'exposition de Val-d’Or.
- 2006, Recycl’Art, Montpellier, Outaouais.
- 2005, Traces, Centre d'exposition de Rouyn-Noranda.
- 2005, Espace, 14 e Édition, Centre d'exposition de Val-D'Or.
- 2005, Recycl’Art, Montpellier, Outaouais.
- 2005, Symposium Traffic d’art inter/national, Rouyn-Noranda.
- 2002-2005, Des Regards d'ici, Centre d'exposition de Rouyn-Noranda.
- 2001, Exposition de sculpture en parallèle et dans le cadre de l’International de sculpture sur neige de Québec, Québec.
- 2000, Installation, Les terres inaccessibles, PASSART, Parc botanique À fleur d’eau, Rouyn-Noranda.
- 2000, Artistes à l'oeuvre, Biennale de miniatures de Ville-Marie.
- 1999, Les Jardinistes, Maison de la Culture Côte-des-neiges, Montréal.
- 1999, Exposition Summit Sign, Lucerne, Suisse.
- 1998, Retrouvailles, Centre d'exposition de Val d'Or.
- 1998, Symposium, cinq ans plus tard, Centre d'exposition de Val d'Or.
- 1997, Quatre argentins et quatre abitibiens, Centre d'exposition, Rouyn-Noranda.
- 1997, Exposition collective, Centre d'exposition de La Sarre.
- 1996, Du bouleau sur la planche, L’Écart, lieu d’art actuel, Rouyn-Noranda.
- 1995, Pays de givre et jardin de soleil, Centre d’exposition, Rouyn-Noranda.
- 1996, Du bouleau sur la planche, Galerie l’œil de poisson, Québec.
- 1994, Les 20 ans du CERN, Centre d'exposition de Rouyn-Noranda.

## Prix, bourses.
- 2024, Prix Coup de cœur, remis par le Conseil de la culture de l’Abitibi-Témiscamingue en collaboration avec la Ville de La Sarre[100].
- 2021, Prix membre honorifique, remis par le Conseil de la culture de l’Abitibi-Témiscamingue en collaboration avec la Ville de La Sarre[101],[102].
- 2016, Prix Ambassadeur de l’Abitibi-Témiscamingue dans le cadre des Prix Major Desjardins par Tourisme Abitibi-Témiscamingue[103].
- 2015, Prix du public, Prix des artistes et 2e Prix du jury au Concours international de sculpture sur neige de Québec[69],[70],[71].
- 2014, Premier prix International de sculpture sur neige de Québec.
- 2009, Premier prix International de sculpture sur neige de Québec.
- 2009, Bourse Fonds consacré aux arts et aux lettres de l’Abitibi-Témiscamingue (CALQ et CRÉ) pour le projet "Les Légendes du Lac".
- 2008, Bourse Loto-Québec pour l'ensemble de son travail.
- 2006, Prix des Artistes à l'International sculpture challenge, Whitehorse, Yukon.
- 2006, Bourse Conférence régionale des élus et Conseil des Arts et des Lettres du Québec (CALQ), Fonds dédié, pour le projet, Comme des poissons venus prendre une bouffée d'air, Duparquet, Abitibi-Témiscamingue.
- 2005, Prix du CALQ et Conseil régional de la Culture de l'Abitibi-Témiscamingue, artiste de l'année, toutes disciplines artistiques, Abitibi-Témiscamingue[104].
- 2005, Arts visuels, Prix de la Création artistique CALQ, Abitibi-Témiscamingue[105].
- 1991 à 2004, 31 Prix en sculpture sur neige au Canada, en Europe et au Japon[71],[70],[69].
- 1998, Bourse de voyage, Ministère de la Culture du Québec.
- 1998, Grand Prix, Prima/Hydro-Québec, Conseil de la Culture de l'Abitibi-Témiscamingue.
- 1996, Deuxième prix, Prima/Hydro-Québec, Conseil de la Culture de l'Abitibi-Témiscamingue[106].
- 1993, Bourse: Aide aux artistes professionnels, Ministère de la Culture du Québec.
- 1992, Grand Prix, Prima/Hydro-Québec, Conseil de la Culture de l'Abitibi-Témiscamingue.
- 1991, Bourse: Aide aux artistes professionnels, Ministère des Affaires culturelles du Québec.
- 1990, Grand Prix, Prima/Hydro-Québec, Conseil de la Culture de l'Abitibi-Témiscamingue.
- 1987, Prix du Public, 3e Biennale de la sculpture de l'Abitibi-Témiscamingue.
- 1987, Bourse: Aide aux artistes professionnels, Ministère des Affaires culturelles du Québec.
- 1985, Bourse: Soutien à la création, Ministère des Affaires culturelles du Québec.

## Jury
- Membre du jury de la 2e Biennale Internationale d’Art Miniature de Ville-Marie (BIAM), Ville-Marie, Abitibi-Témiscamingue, 2012[107].
- Membre de jury, bourse type B, CALQ, Québec, 2005.
- Jury de sélection, Fonds artistique de la ville de Rouyn-Noranda, 2003.
- Jury de sélection de projets, Fonds consacré aux arts et aux lettres de l'Abitibi-Témiscamingue.
- Jury de sélection des artistes pour la programmation 2000 de l'Écart, lieu d'art actuel, Rouyn-Noranda, 1999.
- Jury, Concours provincial de sculpture sur neige, Rouyn-Noranda, 1999.
- Jury, Concours provincial de sculpture sur neige, Rouyn-Noranda, 1995.
- Jury de sélection des artistes pour la programmation 1993-1994 de l'Écart, lieu d'art actuel, Rouyn-Noranda, 1993.

## Perfectionnement
En 1986, il fait un stage sur la laque de Chine donné par Martine Rey, maître artisan français à l'École de joaillerie et métaux de Montréal. En 1988, il effectue un stage avec l'américain Michael de Forest, Concepteur-ébéniste de Portland, Oregon. En 1991, poursuivant ses recherches et sa démarche artistique, le sculpteur  suit un stage en thermoformage du verre avec Élisabeth Marier, à L'École des métiers du verre du Québec -Espace verre à Montréal suivi d'une formation en laminage du verre toujours avec la formatrice Élisabeth Marier.
Étant proche des artistes autochtones de par ses échanges en Abitibi-Témiscamingue et dans le Nord du Québec au Nunavik, Jacques Baril s'intéresse plus particulièrement  à l'art contemporain chez les autochtones avec Guy Sioui Durand, une personnalité reconnue dans ce domaine. Cette même année, il suit un cours de maniement de plateformes élévatrices qui lui servent lors de la réalisation de murales ou la mise en place de ses sculptures parfois  imposantes. Il se forme aussi auprès de l'artiste muraliste canadien Omen 514 afin de parfaire ses connaissances avec l'art muraliste.